# Oberlausitz-Stiftung
Die Oberlausitz-Stiftung ist eine rechtsfähige, gemeinnützige Stiftung bürgerlichen Rechts. Sie wurde im Jahr 2006 von Michael Schlitt und Bettina Schlitt (beide Görlitz) errichtet und von der Stiftungsaufsicht des Freistaates Sachsen anerkannt. Die Oberlausitz-Stiftung hat ihren Sitz in Görlitz (Freistaat Sachsen). Sie ist bundesweit tätig.
Die Stiftung wird von einem dreiköpfigen, ehrenamtlich tätigen Vorstand bestehend aus Michael Schlitt, Peter Decker und Ulrich Kessler geleitet. Die Stiftung ist Mitgliedseinrichtung des Erhalternetzwerk Obstsortenvielfalt des Pomologen-Vereins sowie Partner der Deutschen Genbank Obst.
Die Stiftung hat nur ein geringes Grundstockvermögen (10.000 €), finanziert daher ihre Projekte ausschließlich durch Spenden und zeitlich befristete Projektmittel der öffentlichen Hand und anderer Stiftungen sowie durch Baumpatenschaften.

## Aufgaben und Idee der Oberlausitz-Stiftung
Die Stiftung erhält in Ostritz und Görlitz mehr als 500 alte Obstsorten, die auf sechs Streuobstwiesen (ca. 9 ha), einer Obstbaumallee und zwei Obstbaumhalballeen angepflanzt wurden. Dabei werden insbesondere die historischen, sächsischen Obstsorten erhalten. Die Stiftung fördert mit verschiedenen Projekten die Vielfalt von Tier- und Pflanzenarten auf diesen Streuobstwiesen. Sie verfügt über eine der größten Sammlungen historischer Obstsorten in Deutschland. Neben der Erhaltung alter Obstsorten widmet sich die Stiftung auch dem Erhalt alter Haselnusssorten. 2021 wurden auf 800 Bäumen ca. 500 verschiedene Sorten von Apfel, Birne, Pflaume, Kirsche, Haselnuss, Walnuss und Quitte erhalten.
Im Ostritzer Ortsteil Leuba unterhält die Stiftung einen 2,5 ha großen Obstgarten, in dem regelmäßig Führungen angeboten werden.
Weiterhin erstellt die Oberlausitz-Stiftung vielfältige Informationen zu alten Obstsorten (in eigenen Publikationen und auf der Website der Stiftung), fördert die Nutzung der alten Obstsorten (z. B. durch die Unterstützung von Schülerfirmen) und vertreibt Reiser historischer Obstsorten.
Die Oberlausitz-Stiftung hat ein Modell zum Erhalt alter Obstsorten entwickelt, das sogenannte „Ostritzer Modell“. Dieses ist gekennzeichnet durch
- einen regionalen Sammlungsschwerpunkt,
- den Einbezug von privaten und gemeinnützigen Wiesenflächen,
- den Aufbau von Schülerfirmen und
- die Unterstützung der genannten Aktivitäten durch eine Stiftung, die nur ein geringes Grundstockvermögen benötigt.

Dieses Modell dürfte sich ohne Weiteres auch auf andere Regionen übertragen lassen. Dadurch kann der Erhalt zahlreicher weiterer Obstsorten kostengünstig und dauerhaft sichergestellt werden.

## Projekte
- Aufbau eines Pomarium Saxonicum[10], eine Sammlung historischen, sächsischer Obstsorten
- Aufwertung der Lebensbedingungen für Vögel und Insekten im Obstsortengarten der Oberlausitz
- Nutzung von Obst von Streuobstwiesen durch Schülerfirmen
- Herausgabe von Publikationen zu alten Obstsorten.

Die Oberlausitz-Stiftung fördert aufgrund des derzeit noch geringen Grundstockvermögens lediglich eigene Projekte. Es besteht keine Möglichkeit der Förderung von Projekten Dritter.

## Auszeichnungen
Für das Projekt „Apfelwirtschaft! Junge Menschen fördern – alte Obstsorten erhalten“ wurde die Oberlausitz-Stiftung im Jahr 2013 mit Sächsischen Umweltpreis ausgezeichnet.

## Publikationen
- Sachsens historische Obstsorten. Geschichte, Sortenbeschreibungen, Erhalt. Hrsg. von der Oberlausitz-Stiftung. Görlitz 2019. ISBN 978-3-944560-61-8
- Sachsens historische Apfelsorten. Beschreibungen, Abbildungen, Erhalt. Hrsg. von der Oberlausitz-Stiftung. Görlitz 2021. ISBN 978-3-944560-76-2